# Avenida Getúlio Vargas (Porto Alegre)
A avenida Getúlio Vargas é o principal logradouro do bairro Menino Deus, na região centro-sul de Porto Alegre, capital do estado do Rio Grande do Sul.

## História
A avenida ocupa o local do antigo Arraial do Menino Deus, local de residência de segmentos mais tradicionais da sociedade porto-alegrense. Aqui se situava, no século XIX, a chácara dos Mariante e dos Noronha. Em 1915, a família fez erguer ali uma nova residência, com traço do arquiteto Hermann Otto Menschen, ostentando na fachada uma colossal estátua da Fortuna, da autoria de Jesus Maria Corona. 
Começou por se chamar rua de Santa Teresa e rua do Menino Deus, tomando depois o nome de rua 13 de Maio, comemorando o dia em que a Lei Áurea foi sancionada. Em 1935, por ocasião da visita de Getúlio Vargas a Porto Alegre, tomou o nome atual, como homenagem ao então presidente.

## Características
Começa no entroncamento entre as avenidas Aureliano de Figueiredo Pinto, Érico Veríssimo e Praça Garibaldi, terminando na rua José de Alencar.
A via é duplicada, contando com um canteiro central razoavelmente arborizado.
Na avenida situam-se diversos estabelecimentos comerciais de diversas áreas de varejo, e escritórios de serviços, além de agências bancárias e restaurantes.
Nela passam as linhas de ônibus 149-Icaraí e 177-Menino Deus, além da linha de lotação 02.1-Menino Deus. Não possui corredor exclusivo, como as principais artérias viárias de Porto Alegre.